# Aparat dalmierzowy

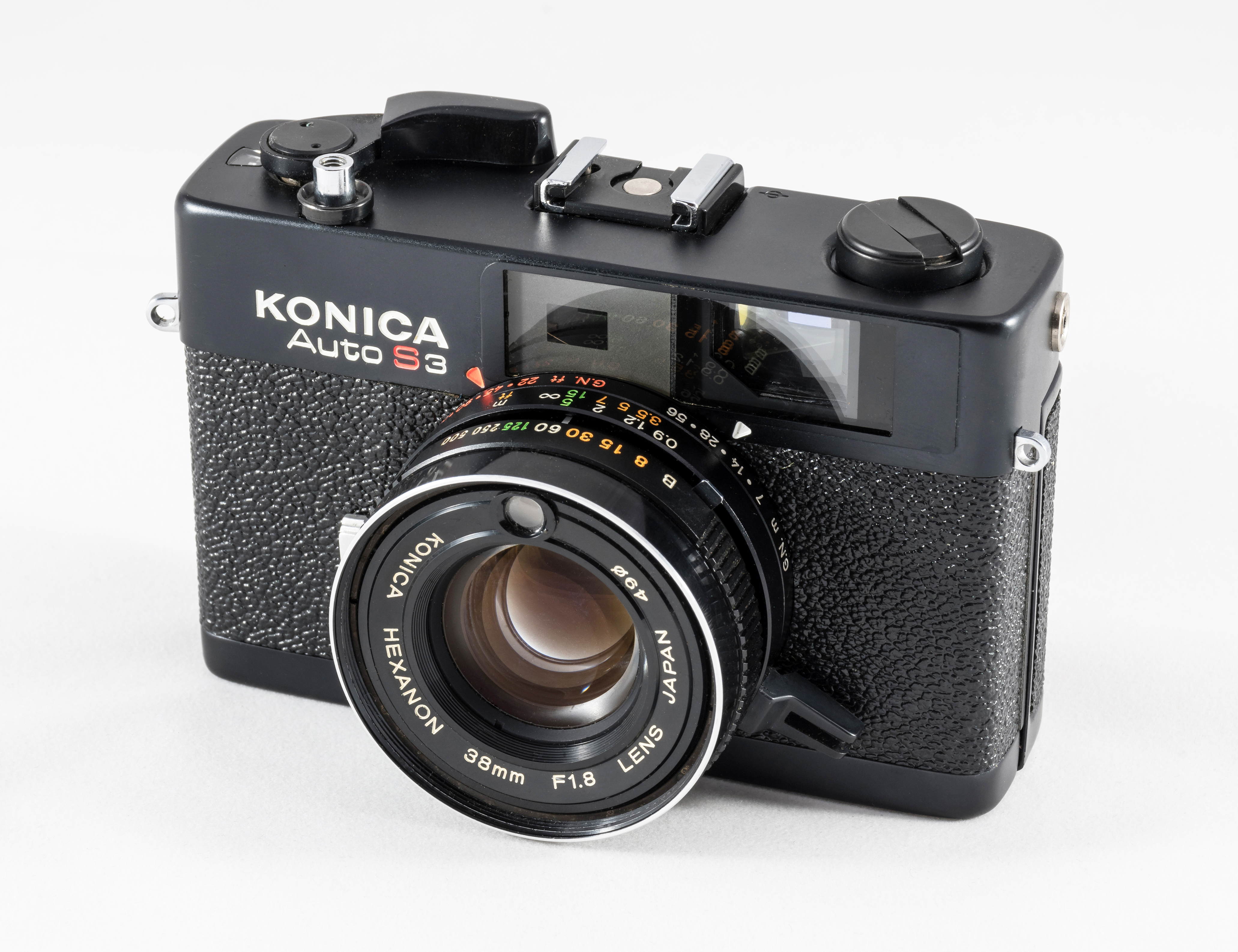
Aparat dalmierzowy Konica Auto S3

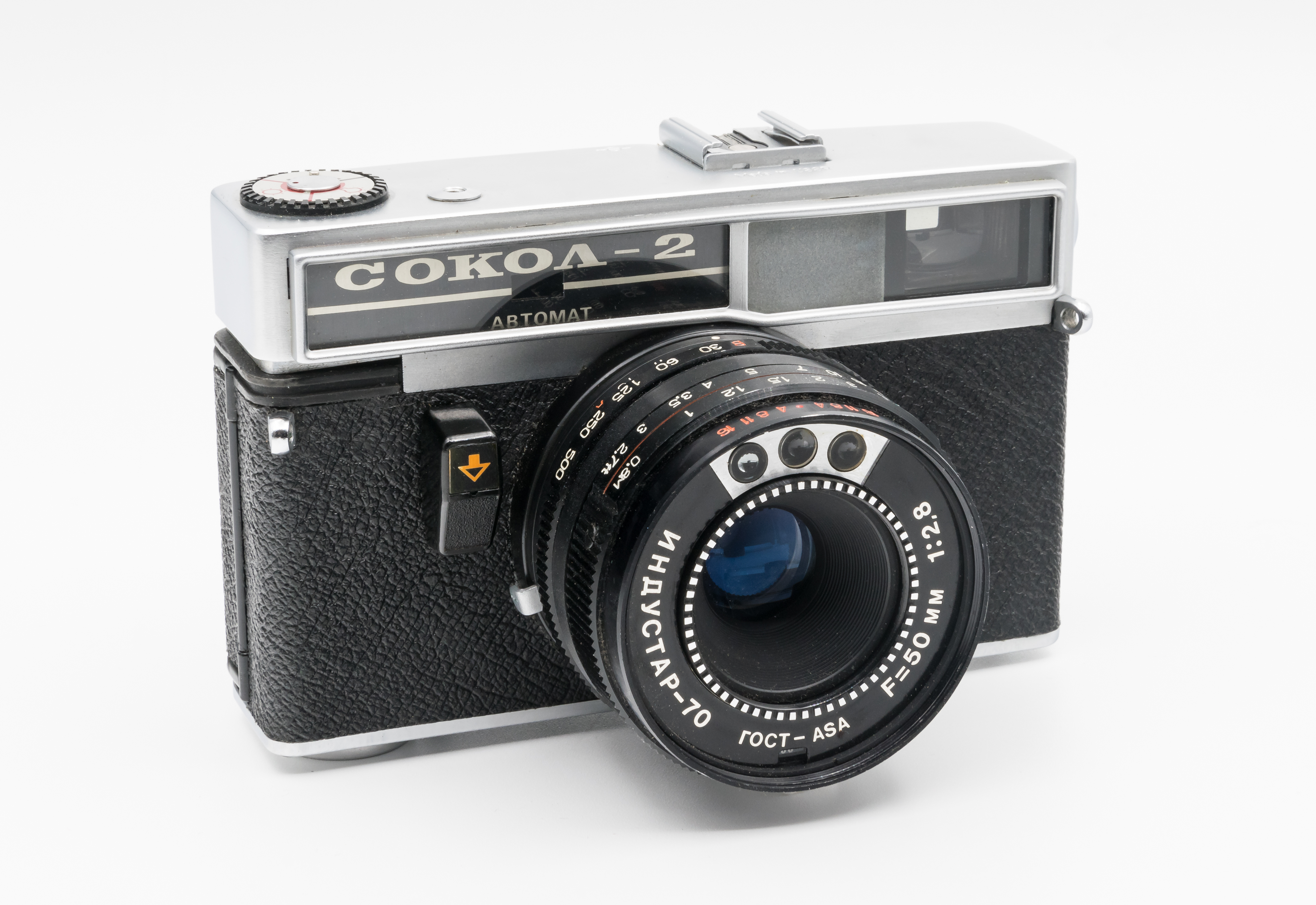
Aparat dalmierzowy Сокол-2

Aparat dalmierzowy – jest to rodzaj aparatu fotograficznego z wbudowanym dalmierzem. Ustawianie ostrości w takim aparacie polega na ręcznym spasowaniu podwójnego obrazu, uzyskanego ze stereoskopowego układu celowniczego.
Aparaty dalmierzowe mogą być małoobrazkowe oraz średnioformatowe. Najbardziej znane marki klasycznych aparatów małoobrazkowych dalmierzowych to m.in. Leica, Contax, Voigtlander, Canon, Nikon, Olympus, Minolta, FED, Kiev, Rollei, Zorki. Średnioformatowe aparaty dalmierzowe produkowała firma Agfa (m.in. model Isolette) oraz obecnie Mamiya (m.in. model 6 i 7) oraz Voigtlander (w 2008 r. zaprezentował nowy model Bessa III 667).